# Elezioni europee del 2014 in Bulgaria
Le elezioni europee del 2014 si sono tenute in Bulgaria il 25 maggio per il rinnovo della delegazione bulgara al Parlamento europeo.
Dopo una decisione del Consiglio europeo del 2013, è stato stabilito che alla Bulgaria spettano 17 europarlamentari.

## Risultati
| Liste  | Liste | Gruppo  | Voti      | %     | Seggi | Differenza | Differenza  |
| Liste  | Liste | Gruppo  | Voti      | %     | Seggi | %          | Seggi       |
| ------ | --- | ------- | --------- | ----- | ----- | ---------- | ----------- |
|        | Cittadini per lo Sviluppo Europeo della Bulgaria (GERB) | PPE     | 680.838   | 30,40 | 6     | 6,04       | 1           |
|        | Coalizione per la Bulgaria (BSP - KPB) | S&D     | 424.037   | 18,94 | 4     | 0,43       | Stabile     |
|        | Movimento per i Diritti e le Libertà (DPS) | ALDE    | 386.725   | 17,27 | 4     | 3,13       | 1           |
|        | BBT - IMRO • Bulgaria senza Censura (BBT) • Movimento Nazionale Bulgaro (VMRO) | - ECR   | 238.629   | 10,66 | 2 1   | nuovo      | nuovo       |
|        | Blocco Riformatore (BR) • Democratici per una Bulgaria Forte • Unione delle Forze Democratiche • Movimento Bulgaria dei Cittadini • Unione Nazionale Agraria Bulgara • Partito Popolare "Libertà e Dignità" | - PPE - | 144.532   | 6,45  | 1 -   | -          | - · 1 · 1 · |
|        | Alternativa per la Rinascita Bulgara (ABV) | -       | 90.061    | 4,02  | -     | nuovo      | nuovo       |
|        | Fronte Nazionale per la Salvezza della Bulgaria (NFSB) | -       | 68.376    | 3,05  | -     | nuovo      | nuovo       |
|        | Unione Nazionale Attacco (PPA) | -       | 66.210    | 2,96  | -     | 9,00       | 2           |
|        | Voce del Popolo | -       | 22.440    | 1,00  | -     |            |             |
|        | Coalizione dei Democratici Uniti (ОБ - НДСВ - СДП) | -       | 20.487    | 0,91  | -     |            |             |
|        | I Verdi | -       | 12.547    | 0,56  | -     |            |             |
|        | Altri <0,50% | -       | 84.548    | 3,78  | -     |            |             |
| Totale | Totale | Totale  | 2.239.430 |       | 17    |            | 1           |